# Giro di Turchia 2019
Il Giro di Turchia 2019, cinquantacinquesima edizione della corsa, valido come diciassettesima prova dell'UCI World Tour 2019 categoria 2.UWT, si è svolto in sei tappe dal 16 al 21 aprile 2019 su un percorso di 989,4 km, con partenza e arrivo a Istanbul, in Turchia. La vittoria è stata appannaggio dell'austriaco Felix Großschartner, che ha completato il percorso in 24h53'58" precedendo l'italiano Valerio Conti e l'eritreo Merhawi Kudus.
Al traguardo di Istanbul 110 ciclisti, su 118 partenti, hanno portato a termine la competizione.

## Tappe
| Tappa  | Data      | Percorso            | km    | Vincitore di tappa  | Leader cl. generale |
| ------ | --------- | ------------------- | ----- | ------------------- | ------------------- |
| 1ª     | 16 aprile | Istanbul > Tekirdağ | 156,7 | Sam Bennett         | Sam Bennett         |
| 2ª     | 17 aprile | Tekirdağ > Eceabat  | 183,3 | Sam Bennett         | Sam Bennett         |
| 3ª     | 18 aprile | Çanakkale > Edremit | 122,6 | Fabio Jakobsen      | Sam Bennett         |
| 4ª     | 19 aprile | Balıkesir > Bursa   | 194,3 | Caleb Ewan          | Sam Bennett         |
| 5ª     | 20 aprile | Bursa > Kartepe     | 160,1 | Felix Großschartner | Felix Großschartner |
| 6ª     | 21 aprile | Sakarya > Istanbul  | 172,4 | Caleb Ewan          | Felix Großschartner |
| Totale | Totale    | Totale              | 989,4 |                     |                     |

## Squadre e corridori partecipanti
| N.    | Cod. | Squadra                  |
| ----- | ---- | ------------------------ |
| 1-7   | AST  | Astana Pro Team          |
| 11-17 | BOH  | Bora-Hansgrohe           |
| 21-27 | LTS  | Lotto Soudal             |
| 31-37 | DQT  | Deceuninck-Quick-Step    |
| 41-47 | TDD  | Team Dimension Data      |
| 51-57 | UAD  | UAE Team Emirates        |
| 61-67 | BBH  | Burgos-BH                |
| 71-77 | CJR  | Caja Rural-Seguros RGA   |
| 81-87 | DMP  | Delko Marseille Provence |

| N.      | Cod. | Squadra                       |
| ------- | ---- | ----------------------------- |
| 91-97   | EUS  | Euskadi Basque Country-Murias |
| 101-107 | MZN  | Manzana Postobón Team         |
| 111-117 | NSK  | Neri Sottoli Selle Italia KTM |
| 121-127 | NIP  | Nippo-Vini Fantini-Faizanè    |
| 131-137 | RLY  | Rally UHC Cycling             |
| 141-147 | SVB  | Sport Vlaanderen-Baloise      |
| 151-157 | W52  | W52/FC Porto                  |
| 161-167 | TUR  | Turchia                       |

## Dettagli delle tappe

### 1ª tappa
- 16 aprile: Istanbul > Tekirdağ – 156,7 km

Risultati
| Pos. | Corridore      | Squadra    | Tempo    |
| ---- | -------------- | ---------- | -------- |
| 1    | Sam Bennett    | Bora       | 3h32'34" |
| 2    | Fabio Jakobsen | Deceuninck | s.t.     |
| 3    | Caleb Ewan     | Lotto      | s.t.     |

| Pos. | Corridore      | Squadra    | Tempo    |
| ---- | -------------- | ---------- | -------- |
| 1    | Sam Bennett    | Bora       | 3h32'24" |
| 2    | Fabio Jakobsen | Deceuninck | a 4"     |
| 3    | Caleb Ewan     | Lotto      | a 6"     |

### 2ª tappa
- 17 aprile: Tekirdağ > Eceabat – 183,3 km

Risultati
| Pos. | Corridore           | Squadra | Tempo    |
| ---- | ------------------- | ------- | -------- |
| 1    | Sam Bennett         | Bora    | 4h11'48" |
| 2    | Felix Großschartner | Bora    | s.t.     |
| 3    | Jhonatan Restrepo   | Manzana | s.t.     |

| Pos. | Corridore           | Squadra | Tempo    |
| ---- | ------------------- | ------- | -------- |
| 1    | Sam Bennett         | Bora    | 8h14'02" |
| 2    | Felix Großschartner | Bora    | a 14"    |
| 3    | Jhonatan Restrepo   | Manzana | a 16"    |

### 3ª tappa
- 18 aprile: Çanakkale > Edremit – 122,6 km

Risultati
| Pos. | Corridore      | Squadra    | Tempo    |
| ---- | -------------- | ---------- | -------- |
| 1    | Fabio Jakobsen | Deceuninck | 2h50'12" |
| 2    | Sam Bennett    | Bora       | s.t.     |
| 3    | Mark Cavendish | Dimension  | s.t.     |

| Pos. | Corridore           | Squadra | Tempo     |
| ---- | ------------------- | ------- | --------- |
| 1    | Sam Bennett         | Bora    | 11h04'08" |
| 2    | Felix Großschartner | Bora    | a 20"     |
| 3    | Jhonatan Restrepo   | Manzana | a 22"     |

### 4ª tappa
- 19 aprile: Balıkesir > Bursa – 194,3 km

Risultati
| Pos. | Corridore        | Squadra | Tempo    |
| ---- | ---------------- | ------- | -------- |
| 1    | Caleb Ewan       | Lotto   | 5h21'38" |
| 2    | Juan José Lobato | Nippo   | s.t.     |
| 3    | Sam Bennett      | Bora    | s.t.     |

| Pos. | Corridore           | Squadra | Tempo     |
| ---- | ------------------- | ------- | --------- |
| 1    | Sam Bennett         | Bora    | 16h25'42" |
| 2    | Felix Großschartner | Bora    | a 24"     |
| 3    | Jhonatan Restrepo   | Manzana | a 26"     |

### 5ª tappa
- 20 aprile: Bursa > Kartepe – 160,1 km[1]

Risultati
| Pos. | Corridore           | Squadra | Tempo    |
| ---- | ------------------- | ------- | -------- |
| 1    | Felix Großschartner | Bora    | 4h17'13" |
| 2    | Valerio Conti       | UAE     | a 9"     |
| 3    | Merhawi Kudus       | Astana  | s.t.     |

| Pos. | Corridore           | Squadra | Tempo     |
| ---- | ------------------- | ------- | --------- |
| 1    | Felix Großschartner | Bora    | 20h43'09" |
| 2    | Valerio Conti       | UAE     | a 19"     |
| 3    | Merhawi Kudus       | Astana  | a 25"     |

### 6ª tappa
- 21 aprile: Sakarya > Istanbul – 172,4 km

Risultati
| Pos. | Corridore      | Squadra    | Tempo    |
| ---- | -------------- | ---------- | -------- |
| 1    | Caleb Ewan     | Lotto      | 4h10'41" |
| 2    | Fabio Jakobsen | Deceuninck | s.t.     |
| 3    | Sam Bennett    | Bora       | a 4"     |

| Pos. | Corridore           | Squadra | Tempo     |
| ---- | ------------------- | ------- | --------- |
| 1    | Felix Großschartner | Bora    | 24h53'58" |
| 2    | Valerio Conti       | UAE     | a 19"     |
| 3    | Merhawi Kudus       | Astana  | a 25"     |

## Evoluzione delle classifiche
| Tappa              | Vincitore           | Classifica generale Maglia turchese | Classifica a punti Maglia verde | Classifica scalatori Maglia rossa | Classifica sprint intermedi Maglia bianca | Classifica a squadre   |
| ------------------ | ------------------- | ----------------------------------- | ------------------------------- | --------------------------------- | ----------------------------------------- | ---------------------- |
| 1ª                 | Sam Bennett         | Sam Bennett                         | Sam Bennett                     | Lindsay De Vylder                 | Feritcan Şamlı                            | Caja Rural-Seguros RGA |
| 2ª                 | Sam Bennett         | Sam Bennett                         | Sam Bennett                     | Thimo Willems                     | Feritcan Şamlı                            | Bora-Hansgrohe         |
| 3ª                 | Fabio Jakobsen      | Sam Bennett                         | Sam Bennett                     | Thimo Willems                     | Feritcan Şamlı                            | Bora-Hansgrohe         |
| 4ª                 | Caleb Ewan          | Sam Bennett                         | Sam Bennett                     | Thimo Willems                     | Feritcan Şamlı                            | Bora-Hansgrohe         |
| 5ª                 | Felix Großschartner | Felix Großschartner                 | Sam Bennett                     | Felix Großschartner               | Feritcan Şamlı                            | Manzana Postobón Team  |
| 6ª                 | Caleb Ewan          | Felix Großschartner                 | Sam Bennett                     | Thimo Willems                     | Feritcan Şamlı                            | Manzana Postobón Team  |
| Classifiche finali | Classifiche finali  | Felix Großschartner                 | Sam Bennett                     | Thimo Willems                     | Feritcan Şamlı                            | Manzana Postobón Team  |

Maglie indossate da altri ciclisti in caso di due o più maglie vinte
- Nella 2ª e nella 4ª tappa Fabio Jakobsen ha indossato la maglia verde al posto di Sam Bennett.
- Nella 3ª tappa Felix Großschartner ha indossato la maglia verde al posto di Sam Bennett.
- Nella 5ª tappa Caleb Ewan ha indossato la maglia verde al posto di Sam Bennett.
- Nella 6ª tappa Thimo Willems ha indossato la maglia rossa al posto di Felix Großschartner.

## Classifiche finali

### Classifica generale - Maglia turchese
| Pos. | Corridore           | Squadra    | Tempo     |
| ---- | ------------------- | ---------- | --------- |
| 1    | Felix Großschartner | Bora       | 24h53'58" |
| 2    | Valerio Conti       | UAE        | a 19"     |
| 3    | Merhawi Kudus       | Astana     | a 25"     |
| 4    | Remco Evenepoel     | Deceuninck | a 53"     |
| 5    | Edgar Pinto         | W52        | a 59"     |
| 6    | Jan Polanc          | UAE        | a 1'12"   |
| 7    | Jhonatan Restrepo   | Manzana    | a 1'26"   |
| 8    | Gonzalo Serrano     | Caja Rural | a 1'29"   |
| 9    | Mauro Finetto       | Delko      | a 1'31"   |
| 10   | Kyle Murphy         | Rally      | a 1'42"   |

### Classifica a punti - Maglia verde
| Pos. | Corridore           | Squadra    | Punti |
| ---- | ------------------- | ---------- | ----- |
| 1    | Sam Bennett         | Bora       | 70    |
| 2    | Caleb Ewan          | Lotto      | 55    |
| 3    | Fabio Jakobsen      | Deceuninck | 54    |
| 4    | Felix Großschartner | Bora       | 40    |
| 5    | Simone Consonni     | UAE        | 40    |

### Classifica scalatori - Maglia rossa
| Pos. | Corridore           | Squadra   | Punti |
| ---- | ------------------- | --------- | ----- |
| 1    | Thimo Willems       | Sport Vl. | 16    |
| 2    | Felix Großschartner | Bora      | 15    |
| 3    | Valerio Conti       | UAE       | 13    |
| 4    | Merhawi Kudus       | Astana    | 8     |
| 5    | Lindsay De Vylder   | Sport Vl. | 5     |

### Classifica sprint intermedi - Maglia bianca
| Pos. | Corridore           | Squadra   | Punti |
| ---- | ------------------- | --------- | ----- |
| 1    | Feritcan Şamlı      | Turchia   | 14    |
| 2    | Lindsay De Vylder   | Sport Vl. | 7     |
| 3    | Ahmet Örken         | Turchia   | 5     |
| 4    | Michael Schwarzmann | Bora      | 5     |
| 5    | Roger Kluge         | Lotto     | 5     |

### Classifica a squadre
| Pos. | Squadra                       | Tempo     |
| ---- | ----------------------------- | --------- |
| 1    | Manzana Postobón Team         | 74h47'35" |
| 2    | Delko Marseille Provence      | a 1'21"   |
| 3    | Astana Pro Team               | a 1'25"   |
| 4    | Neri Sottoli Selle Italia KTM | a 2'07"   |
| 5    | W52/FC Porto                  | a 2'54"   |